# Voodoo Lounge
Albums de The Rolling Stones
Steel Wheels
(1989) Bridges to Babylon
(1997)
Albums subséquents des Rolling Stones
Jump Back: The Best of The Rolling Stones
(1993) Stripped
(1995)
Singles
1. Love Is Strong
Sortie : 5 juillet 1994
2. You Got Me Rocking
Sortie : 26 septembre 1994
3. Out of Tears
Sortie : 1er novembre 1994
4. I Go Wild
Sortie : 3 juillet 1995

Voodoo Lounge est le vingtième album studio des Rolling Stones. Produit par Don Was et The Glimmer Twins, il sort le 11 juillet 1994 sur le label Virgin. Il s'agit de leur premier album après le départ du bassiste Bill Wyman en 1993. La basse est tenue par Darryl Jones, qui a travaillé par le passé avec Richards et son groupe les X-pensive Winos mais qui n'accédera cependant pas au statut de membre officiel des Stones.

## Historique

### Contexte et départ deBill Wyman
Après la tournée Steel Wheels et l'enregistrement des chansons Highwire et Sex Drive pour accompagner le témoignage live Flashpoint sorti en avril 1991, les Rolling Stones se mettent au repos, le temps pour les membres de se consacrer à leur carrière solo : le guitariste Keith Richards sort son deuxième album Main Offender le 19 octobre 1992, pendant que le chanteur Mick Jagger sort Wandering Spirit le 8 février 1993, et que le bassiste Bill Wyman publie en 1992 Stuff (dont les sessions datent de 1988), le second guitariste Ronnie Wood avec Slide On This en 1992 et Slide On Live : Plugged In And Stading en 1993, alors que Charlie Watts se met au jazz avec les albums Charlie Watts Quintet-From Charlie (1991) et A Tribute To Charlie Parker With Strings (1992).
Entretemps, le 19 novembre 1991, le groupe signe chez Virgin Records un contrat de 44 millions de dollars pour trois albums. Cependant, le bassiste refuse de le signer car il a décidé d'arrêter la musique pour passer à autre chose, se consacrer à d'autres passions. Mick et Keith lui demandent de ne rien dire aux médias et de prendre du temps pour reconsidérer sa décision. "Quand Bill Wyman est parti en 1991, ça m'a mit dans une fureur noire, avoue Keith Richards. Je lui ai passé un savon vraiment terrible. Je n'ai pas été très sympa. Il a dit qu'il ne pouvait plus monter dans un avion, point final". En réalité, outre son désir de nouvelle vie, Bill a développé une véritable peur panique de l'avion depuis le Urban Jungle Tour. Un argument insuffisant selon Keith : "Personne ne quitte le groupe, sauf dans un cercueil", lui dit-il. Mais Bill ne revient pas sur sa décision, et Keith finit par l'accepter. De lui, il dira plus tard : "J'aime profondément Bill. C'est un gars très marrant, avec son humour pince-sans-rire." Ronnie Wood se rappelle notamment leurs échanges sur scène, quand le bassiste lui disait l'air de rien : "Hey Woody, tu as vu cette énorme paire ?". Mais au-delà de la plaisanterie, Bill était avec le batteur Charlie Watts la section rythmique du groupe. "Il avait une affinité incroyable avec Charlie Watts, dira Keith, et de bonnes sections rythmiques, ça ne court pas les rues",.

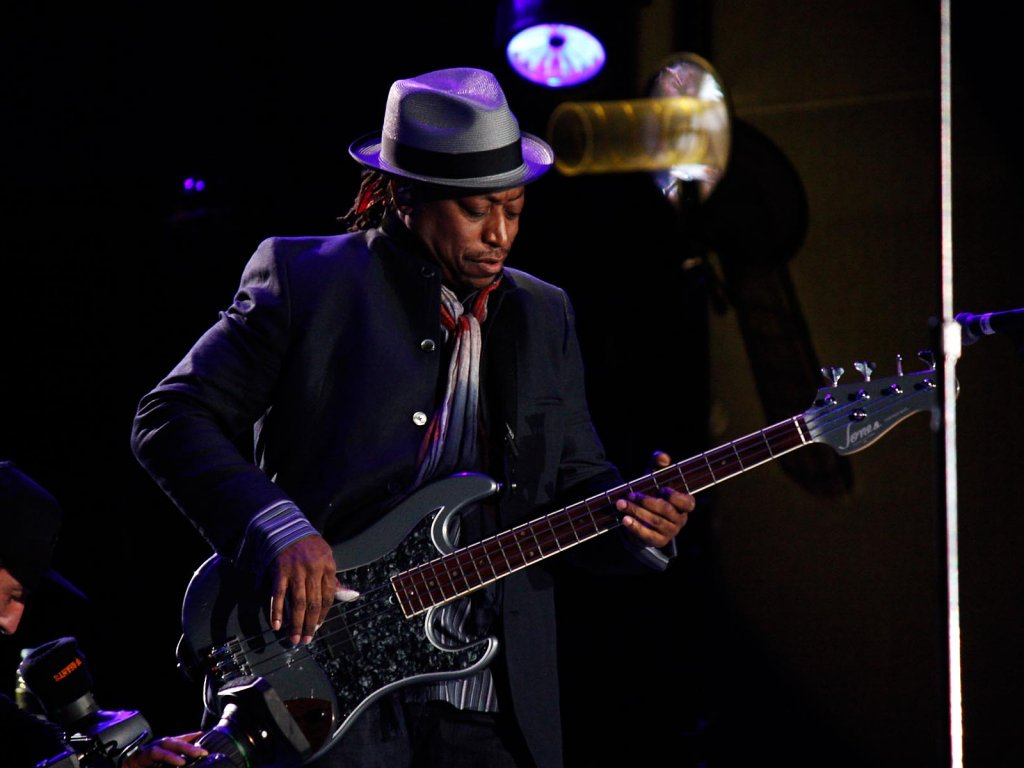
Le bassiste Darryl Jones (ici en 2014) remplace Bill Wyman de façon non officielle en qualité d'accompagnateur.

Il officialise son départ le 6 janvier 1993. Les Rolling Stones doivent donc lui trouver un remplaçant. la décision revient au batteur Charlie Watts qui joue avec les candidats pour trouver le remplaçant idéal avec qui il puisse facilement jouer : "L'impression que l'on a eue, c'est d'avoir auditionné peut-être un millier de musiciens, et moi, d'être resté à ma batterie pendant environ neuf jours. C'était incroyable - nous avions une liste de types à essayer, et ils étaient tous bons. Tous avaient leur propre recommandation. Il y avait un gars, en particulier, avec qui Keith avait travaillé et il l'appréciait beaucoup; et il y en avait un autre que Mick aimait beaucoup : Dougie Wimbish, qui est un joueur fabuleux." Et Charlie poursuit : "En fin de compte, il est resté Dougie Wimbish et Darryl Jones, ainsi qu'un type avec qui Keith avait joué. C'était une lutte vraiment acharnée entre eux trois, mais Darryl, c'était si facile de travailler avec qu'il a fini par emporter la décision unanime". Ami de Steve Jordan avec qui Keith Richards joue dans sa carrière solo, c'est un excellent bassiste de studio qui a participé aux albums Decoy (1984) et You're Under Arrest (1985) de Miles Davis, a joué avec des artistes reconnus tels que Sting, Eric Clapton et Madonna, et possède un parcours et des qualités de jazzman, qualité importante pour Charlie, ce qui a joué en sa faveur.

### Enregistrement
En avril 1993, Mick Jagger et Keith Richards se retrouvent à la Barbade pour composer l'essentiel des chansons de l'album. Là-bas, ils enregistrent une série de démos qui durent un mois à partir du 20 avril 1993, dans le studio d'Eddy Grant que le groupe a déjà utilisé pour répéter les chansons de l'album précédent. Parmi ces démos, il y a Thru and Thru, à laquelle participe le technicien de guitare Pierre de Beauport, et Suck On the Jugular. Puis, après divers enregistrements réalisés entre juillet et septembre dans le studio de Ron Wood en Irlande, les Rolling Stones investissent les studios Windmill Lane à Dublin (là où U2 enregistre ses albums depuis 1980) du 3 novembre au 11 décembre 1993 avec Don Was comme coproducteur et Don Smith comme ingénieur du son. Durant cette période, la quasi-totalité des chansons présentes dans l'album, ainsi que de nombreux autres titres non gardés par la suite, y sont enregistrées.
Ensuite, le groupe se rend aux studios A&M à Los Angeles pour les overdubs et le mixage de l'album entre janvier et avril 1994. Seule I Go Wild est mixée dans un autre studio de Los Angeles (studios Right Track) par Bob Clearmountain. Durant les sessions de l'album, Keith Richards est satisfait du travail efficace de Don Was qui, par ses qualités de musicien, possède une grande perception musicale et possède une véritable diplomatie pour faire le lien entre les idées de Mick et celles de Keith. Si Mick est également satisfait du travail de Don, il émet quelques réserves : selon lui, le groupe a travaillé sur plus d'une soixantaine de titres et Don en a écarté beaucoup, dont des bons avec des influences africaines selon le chanteur. Don Was voulait pour l'album un retour aux sources avec du rock brut du temps de Exile on Main Street, ce que Mick lui reproche.

## Caractéristiques artistiques

### Analyse du contenu
Baptisé Voodoo Lounge, le premier album des Rolling Stones sans Bill Wyman peut être considéré comme la consolidation du travail effectué sur Steel Wheels en 1989, ou plutôt l'entente retrouvée entre Mick Jagger et Keith Richards (même si des tensions peuvent encore apparaître). Il se veut un retour aux sources avec du blues rock brut pour revenir à l'esprit d'un groupe qui joue vraiment. L'opus comprend quinze titres (quatorze pour l'édition vinyle avec la suppression de Mean Disposition). Certains s'inscrivent dans la tradition du blues rock du groupe avec ses riffs : Love Is Strong et You Got Me Rocking. D'autres appartiennent au côté romantique des Glimmer Twins : Out of Tears, Sweethearts Together, Blinded By Rainbows et Thru and Thru. Le passé glorieux est évoqué dans le blues Brand New Car, le country The Worst et la ballade New Faces qui renvoie à Lady Jane sur Aftermath. Le présent et l'avenir du rock sont écrits avec Sparks Will Fly, le grunge I Go Wild, le funk dansant Suck On the Jugular et l'expérimental Moon Is Up.
À part Blinded By Rainbows qui évoque le conflit en Ulster, les paroles de l'album évoquent les femmes et l'amour comme dans les autres opus du groupe : l'amour coup de foudre dans Love Is Strong, destructeur dans You Got Me Rocking ou Sparks Will Fly, romantique dans New Faces et Out of Tears, sans oublier la femme fatale dans I Go Wild.

### Pochette et disque
Le nom étrange de l'album est né un soir d'orage. Alors que des pluies violentes s'abattent sur la Barbade, Keith Richards sauve un petit chat d'une mort certaine. "On l'a appelé Voodoo parce qu'on était à la Barbade et que sa survie tenait à la magie, du vaudou, précise-t-il. Et donc voilà notre villa est devenue le salon de Voodoo (ou Voodoo Lounge en anglais) et j'ai écrit ce nom sur des pancartes que j'ai installées tout autour".
Le design de la pochette est réalisé par Mark Norton. Elle représente un dieu vaudou en train de danser. Au dos, un fond grisâtre avec les titres des chansons en rouge et en bas la langue piquante des Stones (The Tongue). À l'intérieur, différentes photos du groupe prises par Sante D'Orazio et, en double page, une illustration avec des squelettes jouant aux cartes dans une salle d'un château sous l’œil d'une créature diabolique.

## Parution et réception
L'album sort le 11 juillet 1994 dans le monde entier. Il rencontre le succès commercial puisqu'il atteint la première place au Royaume-Uni (la première fois depuis quatorze ans avec Emotional Rescue), aux Pays-Bas, en Allemagne, en Autriche, en Suisse, en Australie et en Nouvelle-Zélande, deuxième en France, au Japon et aux États-Unis. L'accueil critique est positif et meilleur que les précédents, mettant en avant le travail de production qui est réussi. C'est un véritable retour en triomphe pour le groupe car il remporte le Grammy Awards du meilleur album de rock.

## Liste des chansons
Toutes les chansons sont écrites et composées par Mick Jagger et Keith Richards.
| No  | Titre                | Durée |
| --- | -------------------- | ----- |
| 1.  | Love Is Strong       | 3:50  |
| 2.  | You Got Me Rocking   | 3:35  |
| 3.  | Sparks Will Fly      | 3:16  |
| 4.  | The Worst            | 2:24  |
| 5.  | New Faces            | 2:52  |
| 6.  | Moon Is Up           | 3:42  |
| 7.  | Out of Tears         | 5:27  |
| 8.  | I Go Wild            | 4:23  |
| 9.  | Brand New Car        | 4:15  |
| 10. | Sweethearts Together | 4:45  |
| 11. | Suck on the Jugular  | 4:28  |
| 12. | Blinded by Rainbows  | 4:33  |
| 13. | Baby Break It Down   | 4:09  |
| 14. | Thru and Thru        | 6:15  |
| 15. | Mean Disposition     | 4:09  |

## Personnel

### The Rolling Stones
- Mick Jagger - chant, chœurs, guitares acoustique et électrique, harmonica, maracas, castagnettes
- Keith Richards - guitares acoustique et électrique, chant sur "The Worst" and "Thru and Thru", chœurs
- Ronnie Wood - guitares acoustique et électrique, guitare pedal steel, chœurs sur "Suck on the Jugular"
- Charlie Watts - batterie, percussions

### Musiciens supplémentaires
- Pierre de Beauport - guitare acoustique
- Darryl Jones - basse
- Max Baca : sixte basse (Bajo Sexto)
- Chuck Leavell - claviers, chœurs
- Benmont Tench - orgue, piano, accordéon
- Ivan Neville - chœurs, orgue
- David Campbell - arrangement des cordes
- Bernard Fowler - chœurs
- Bobby Womack - chœurs
- Frankie Gavin - fiddle, flûte irlandaise
- David McMurray - saxophone
- Mark Isham - trompette
- Flaco Jiminez - accordéon
- Lenny Castro - percussions
- Luis Jardim - percussions, shaker
- Phil Jones - percussions

## Classements et certifications

### Album
Charts
| Pays                                 | Durée du classement | Meilleur classement | Date            |
| ------------------------------------ | ------------------- | ------------------- | --------------- |
| Allemagne (GfK Entertainment)        | 48 semaines         | 1er                 | 1er août 1994   |
| Australie (ARIA Charts)              | 26 semaines         | 1er                 | 31 juillet 1994 |
| Autriche (Ö3 Austria Top 40)         | 24 semaines         | 1er                 | 24 juillet 1994 |
| Belgique (V) (Ultratop)              | 9 semaines          | 13e                 | 5 août 1995     |
| Belgique (W) (Ultratop)              | 3 semaines          | 26e                 | 22 juillet 1995 |
| Canada (RPM)                         | 36 semaines         | 1er                 | 25 juillet 1994 |
| États-Unis (Billboard 200)           | 38 semaines         | 2e                  | 30 juillet 1994 |
| France (SNEP)                        | 27 semaines         | 2e                  | 10 juillet 1994 |
| Italie (FIMI)                        | -                   | 4e                  | 1994            |
| Norvège (VG-lista)                   | 11 semaines         | 3e                  | 18 juillet 1994 |
| Nouvelle-Zélande (RMNZ Albums Top40) | 15 semaines         | 1er                 | 14 août 1994    |
| Pays-Bas (MegaCharts)                | 34 semaines         | 1er                 | 30 juillet 1994 |
| Royaume-Uni (UK Albums Chart )       | 34 semaines         | 1er                 | 23 juillet 1994 |
| Suède (Sverigetopplistan)            | 16 semaines         | 2e                  | 15 juillet 1994 |
| Suisse (Schweizer Hitparade)         | 21 semaines         | 1er                 | 24 juillet 1994 |

Certifications
| Pays                    | Certification | Ventes      | Date             |
| ----------------------- | ------------- | ----------- | ---------------- |
| Allemagne (BVMI)        | Platine       | 500 000 +   | 1995             |
| Autriche (IFPI Austria) | Or            | 25 000 +    | 28 juillet 1994  |
| Belgique (BEA)          | Or            | 25 000      | 7 juillet 1995   |
| Canada (Music Canada)   | 3 × Platine   | 300 000 +   | 13 janvier 1995  |
| États-Unis (RIAA)       | 2 × Platine   | 2 000 000 + | 21 décembre 1994 |
| France (SNEP)           | 2 × Or        | 200 000 +   | 1994             |
| Nouvelle-Zélande (RMNZ) | Or            | 7 500 +     | 14 août 1994     |
| Pays-Bas (NVPI)         | Platine       | 100 000 +   | 1995             |
| Royaume-Uni (BPI)       | Or            | 100 000 +   | 1er août 1994    |
| Suisse (IFPI)           | Or            | 25 000 +    | 1994             |

### Singles
Love Is Strong
| Chart                  | Durée du classement | Position | Date              |
| ---------------------- | ------------------- | -------- | ----------------- |
| Hot 100                | 5 semaines          | 91e      | 3 septembre 1994  |
| Mainstream Rock Tracks | 17 semaines         | 2e       | 23 juillet 1994   |
| Single Top 100         | 15 semaines         | 40e      | 25 juillet 1994   |
| ARIA Charts            | 1 semaines          | 47e      | 17 juillet 1994   |
| (V) Ultratop           | 9 semaines          | 18e      | 27 août 1994      |
| RPM Top Singles        | 20 semaines         | 2e       | 19 septembre 1994 |
| Single Top 100         | 17 semaines         | 2e       | 18 septembre 1994 |
| VG-lista               | 3 semaines          | 3e       | 11 juillet 1994   |
| RMNZ Singles Top40     | 5 semaines          | 12e      | 7 août 1994       |
| Mega Top 50            | 6 semaines          | 6e       | 30 juillet 1994   |
| UK Singles Chart       | 5 semaines          | 14e      | 16 juillet 1994   |
| Sverigetopplistan      | 1 semaine           | 27e      | 15 juillet 1994   |
| Schweizer Hitparade    | 10 semaines         | 29e      | 14 août 1994      |

You Got Me Rocking
| Chart                  | Durée du classement | Position | Date             |
| ---------------------- | ------------------- | -------- | ---------------- |
| Mainstream Rock Tracks | 19 semaines         | 2e       | 1er octobre 1994 |
| (V) Ultratop           | 3 semaines          | 29e      | 5 novembre 1994  |
| RPM Top Singles        | 10 semaines         | 35e      | 30 janvier 1995  |
| Mega Top 50            | 3 semaines          | 39e      | 22 octobre 1994  |
| UK Singles Chart       | 3 semaines          | 23e      | 8 octobre 1994   |

Out of Tears
| Chart                  | Durée du classement | Position | Date             |
| ---------------------- | ------------------- | -------- | ---------------- |
| Hot 100                | 14 semaines         | 14e      | 26 novembre 1994 |
| Mainstream Rock Tracks | 17 semaines         | 2e       | 19 novembre 1994 |
| ARIA Charts            | 3 semaines          | 43e      | 5 février 1995   |
| RPM Top Singles        | 15 semaines         | 3e       | 28 novembre 1994 |
| Single Top 100         | 8 semaines          | 38e      | 14 janvier 1995  |
| RMNZ Singles Top40     | 3 semaines          | 36e      | 9 avril 1995     |
| Mega Top 50            | 3 semaines          | 37e      | 17 décembre 1994 |
| UK Singles Chart       | 6 semaines          | 36e      | 10 décembre 1994 |

Sparks Will Fly
| Chart                  | Durée du classement | Position | Date            |
| ---------------------- | ------------------- | -------- | --------------- |
| Mainstream Rock Tracks | 8 semaines          | 30e      | 28 janvier 1995 |
| RPM Top Singles        | 7 semaines          | 57e      | 13 février 1995 |

I Go Wild
| Chart                  | Durée du classement | Position | Date             |
| ---------------------- | ------------------- | -------- | ---------------- |
| Mainstream Rock Tracks | 9 semaines          | 20e      | 6 mai 1995       |
| Single Top 100         | 7 semaines          | 61e      | 4 septembre 1994 |
| RPM Top Singles        | 8 semaines          | 44e      | 1er mai 1995     |
| Mega Top 50            | 2 semaines          | 48e      | 1er juillet 1995 |
| UK Singles Chart       | 3 semaines          | 29e      | 15 juillet 1995  |